# Pouchkinskaïa (mafia russe)
 (mai 2023).
La Pouchkinskaïa (en russe : Пушкинская) est une organisation criminelle russe dont l'influence s'étend sur un territoire autour de Pouchkino, Ivanteïevka, la bourgade Pravda et Serguiev Possad (ville musée de l'anneau d'or). Cette organisation a connu en 1996 de violents conflits internes, qui ont conduit à l'élimination physique de plusieurs membres comme Vaguin ou Khiatroussov. Néanmoins, cette guerre interne n'a affaibli en rien sa puissance et la famille Iouzbachev la contrôle largement.
Cette organisation criminelle est spécialisée dans la fabrication d'alcool frelaté. Pour se donner une image plus légale et honorable, elle a lancé sur le marché une vodka correcte et bon marché qui porte le nom du président Vladimir Poutine, la « Poutinskaïa ». En dehors des vins spiritueux, elle a la mainmise sur de nombreux casinos et développe différentes activités légales d'import/export dans les domaines de l'électroménager (réfrigérateurs...) et des loisirs (VTT, accessoires autos...).
La Chine et ses réseaux parallèles sont directement associés à ce business. Le succès commercial doit être attribué en grande partie aux liens étroits que l'organisation entretient avec l'aéroport international de Cheremetevo II.
La Pouchkinskaïa est aussi bien implantée aux États-Unis, en Allemagne et en Thaïlande.

## Sources
- Arnaud Kalika, Russie, le Crime organisé, évolution et perspectives, Note MCC d'Alerte, Département de recherche sur les menaces criminelles contemporaines, Institut de criminologie de Paris-Université, Paris II, Panthéon-ASSAS, 5 octobre 2005.